# Clan Akizuki
Pour les articles homonymes, voir Akizuki (homonymie).

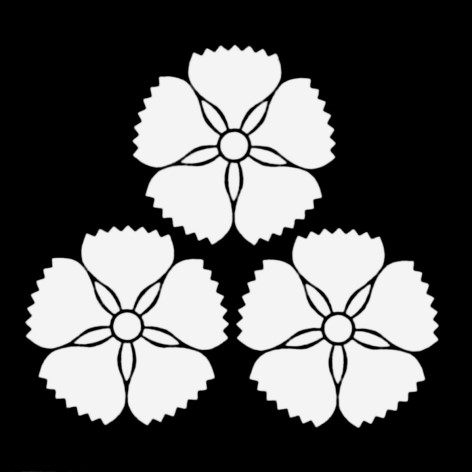
Mon du clan Akizuki.

Le clan Akizuki (秋月氏, Akizuki-shi) est un clan japonais établi dans la province de Chikuzen par Minamoto no Yoritomo en 1190. Pendant la période Nambokucho, le clan Akizuki choisit de soutenir la cour du Sud. En 1590, le clan Akizuki se déplaça à Hyuga où il resta jusqu'au XVIIIe siècle.